# Asilus veriscolor
Asilus veriscolor är en tvåvingeart som beskrevs av Johann Wilhelm Meigen 1830. Asilus veriscolor ingår i släktet Asilus och familjen rovflugor.
Artens utbredningsområde är Portugal. Inga underarter finns listade i Catalogue of Life.